# Tando Allahyar
Tando Allahyar är huvudort för ett distrikt med samma namn i den pakistanska provinsen Sindh. Folkmängden uppgick till cirka 160 000 invånare vid folkräkningen 2017.